# معناشناسی زایشی
معناشناسی زایشی (به انگلیسی: Generative semantics) نام یک نظریه زبان‌شناسی است که توسط دو دانشجوی نوام چامسکی آغاز شد. معناشناسی زایشی به همراه نظریه معیار (Standard Theory)، نظریه معیار بسط یافته (Extended Standard Theory) و نظریه معیار
بسط و تجدیدیافته (Revised Extended Standard Theory) جملگی نسخه‌های مختلفی از دستور گشتاری (Transformational Grammar) به شمار می‌روند.

## قواعد زایشی
قواعد مولد نظریه‌ای است که نوام چامسکی در اواسط قرن ۲۰ ارائه داد. این نظریه بیان می‌دارد که گرامر زبان در واقع نظامی از قواعد است که ترکیب آن‌ها دقیقاً یک جمله از زبان را به ما می‌دهد. در واقع اینکه یک نفر با داشتن قواعد یک زبان می‌تواند جملات خوش - شکل (well-formed) را بسازد و جملات دارای دستور زبان غلط را مشخص کند ناظر بر زایا بودن دستور زبان است.
در یک زبان بی‌شمار جمله وجود دارد که الزاماً یک نفر که به آن زبان آشنایی دارد تمام آن جملات را نشنیده‌است. در واقع با داشتن گرامر زبان می‌توان هر چقدر که بخواهیم جمله درست بسازیم. این ویژگی را نوام چامسکی خلاقیت (creativity) نامید.
"زبان صرفاً با تقلید ساخته نمی‌شود بلکه این قواعد هستند که زبان را شکل می‌دهند."
این یکی از عوامل بی‌شمار بودن تعداد جملات یک زبان است. دلیل دیگر خاصیت بازگشتی زبان است به این معنی که می‌توان با استفاده از حروف ربط آن زبان عبارات را تا هر جا که بخواهیم طولانی کنیم. به‌طور مثال:
علی و رضا و شایان و محسن و ...

اما با وجود بی‌شمار بودن تعداد جملات زبان همه این جملات قابل قبول نیستند. این عدم مورد قبول واقع شدن یا ناشی از مشکلات معنایی جمله است یا ناشی از مشکلات ساختار قواعدی آن (syntactic - semantic).
هسته سازنده گرامر زایشی شامل دو چیز است:
1. ساختار عبارت (phrase structure)
2. واژگان (lexicon)

این دو مفهوم با هم تعامل دارند. هدف ساختار عبارت توصیف ساختاری تمام جملات قابل قبول یک زبان است. نیل به این هدف نیازمند داشتن یک سیستم قاعده برای زبان است. واژگان اطلاعات واژگان زبان را نگه می‌دارد (اطلاعات از جنبه‌های معنایی، قاعده‌ای، مورفولوژیکی و ...).

## دستور گشتاری
دستور گشتاری در واقع نسخه اولیه نظریه گرامر مولد است. نوام چامسکی بیان کرد هر جمله یک زبان دو نمایش دارد: ساختار عمیق و ساختار سطحی.

### ساختار عمیق و ساختار سطحی
ساختار عمیق در این بررسی چامسکی یک سازه انتزاعی است که تلاش می‌کند چند ساختار مرتبط به هم را یکی کند. این بررسی بیشتر در سطح syntax مطرح می‌شود. بیان دیگر ساختار عمیق این است که یک معنی را می‌توان به طـُرق مختلف در زبان بیان کرد. به این معنی ساختار عمیق گفته می‌شود. ساده‌ترین مثال این موضوع بیان یک جمله یکی به صورت معلوم و دیگری به صورت مجهول است.
ساختار سطحی دقیقاً برعکس مورد قبل است. به این معنی که چند معنی مختلف می‌توانند توسط یک جمله بیان شوند. در واقع این ساختار به ابهام و کژتابی‌های زبان اشاره دارد. یک مثال این ساختار جمله علی دو برادر و خواهر دارد. است.

## تفاوت نحو و معنا
نحو به گرامر اشاره دارد، یعنی قواعد ساخت جمله. به‌طور مثال در نحو زیان ریاضی عبارت 7 + 8> به لحاظ نحوی غلط است چون حتماً باید در هر دو طرف نامساوی عبارت عددی دیده‌شود.
اما ممکن است جمله‌ای به لحاظ نحوی درست باشد یعنی طبق قواعد زبان‌شناسی بتوان چنین جمله‌ای ساخت ولی این جمله معنی درستی نداشته باشد. مثل جمله فیل پرواز کرد. این جمله اگر چه ساختار زیان فارسی را رعایت کرده‌است (ابتدا فاعل در جمله دیده می‌شود و سپس فعل) ولی نمی‌تواند معنی درستی داشته باشد چون فیل نمی‌تواند پرواز کند.
درگیری بین زبان‌شناسان روی این مسئله است که آیا جمله‌ای که به لحاظ نحوی غلط است می‌تواند معنی درستی داشته‌باشد یا نه. برخی می‌گویند پیش‌نیاز درست بودن معنی یک جمله درست بودن آن جمله از لحاظ نحوی‌است و در غیراینصورت جمله‌ای برای فهمیدن وجود ندارد که بتوان معنای آن را دریافت ولی در جبهه مقابل زبان‌شناسانی هستند که می‌گویند این دو مفهوم کاملاً از هم جدا هستند. مثلاً جمله خوب است شما؟ جمله‌ای است که به لحاظ نحوی درست نیست (فاعل آن با وجه فعل همخوانی ندارد) ولی در عمل شخصی که مخاطب این جمله است می‌تواند مقصود گوینده را بفهمد.

## معناشناسی زایشی
معناشناسی زایشی خود نسخه دیگری از دستور گشتاری است. دستور گشتاری هم در واقع یک نوع از انواع زبان‌شناسی زایشی است که طی دهه‌های 1950 تا
1980 میلادی نظریه غالب در حیطه زبان‌شناسی ساختارگرا به‌شمار می‌رفت. در زبان‌شناسی ساختارگرا دستور زبانی که تنها جملات دستوری
همان زبان را تولید کند باید تلاشی باشد تا به بالاترین سطح کارآیی دستوری دست یابد به این معنی که چنین دستوری باید توضیح دهد که
چرا زبان مربوط به شکل فعلی خود فراگرفته می‌شود.
معانی مولد از مفهوم ساختار عمیق چامسکی کمک می‌گیرد و فرض می‌کند این ساختار عمیق تنها ورودی به مفسر معنایی است. در معانی مولد یک گرامر
توصیفی با یک ساختار عمیق که خود معنایی است و از چندین ساختار عمیق کوچک‌تر درست شده شروع می‌کند. این ساختارهای عمیق
کوچک در نهایت تبدیل می‌شوند تا ساختارهای سطحی را به وجود بیاورند.

## معناشناسی زایشی و معناشناسی تفسیری
بعد از مطرح شدن مفاهیم دقیق نوام چامسکی در زمینه زبان‌شناسی دو روش مختلف برای رسیدن از جمله به معنا مطرح شد. در روش اول که در آن سعی شده‌بود بیشترین سازگاری با نظریه دستور گشتاری وجود داشته‌باشد بحث معانی تفسیری بود که طی آن نحو به کلی از معنا جدا بود. نوام چامسکی خود این طرح را بیشتر می‌پسندید.
در مقابل معانی مولد وجود داشت که می‌گفت تفسیرها مستقیماً حاصل گرامر هستند و در نهایت به جملات بامعنی تبدیل می‌شوند.
روش دوم نسبت به روش اول پیچیدگی بیشتری در خود داشت و در نتیجه تبدیل‌های پیچیده‌تری در سطح گرامر می‌طلبید ولی در عین حال مزیت‌های خاص خودش را هم داشت. به‌طور مثال این روش مکانیزم قدرتمندی برای توضیح ترادف در زبان ارائه می‌کرد.